# Елгава (аэродром)
Аэродром Е́лгава (латыш. Jelgavas lidlauks) (ИКАО: EVEA) — гражданский аэродром, расположенный на северной окраине города Елгава в Латвии. В советское время имел 2500-метровую взлётно-посадочную полосу с твёрдым покрытием и служил военной авиабазой, на которой в разные периоды размещались различные типы военных самолётов и вертолётов. После вывода советских войск в 1992 году используется авиацией общего назначения.

## История

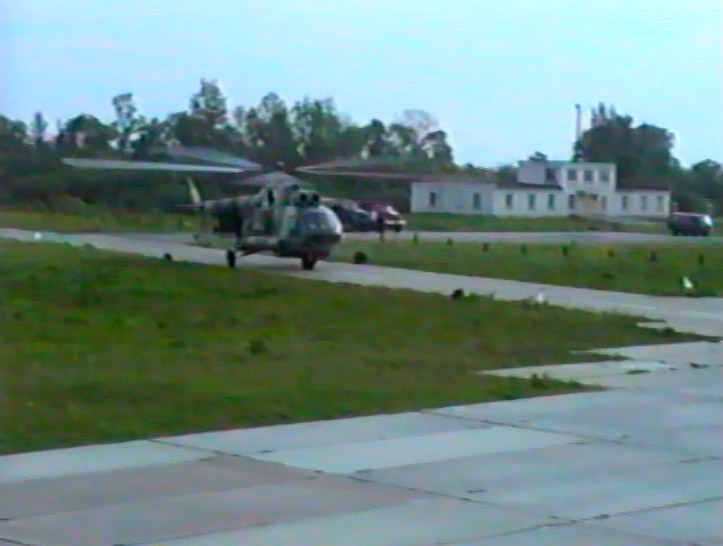
Вертолёт РЭБ Ми-8ППА на фоне штаба, 1990 год.

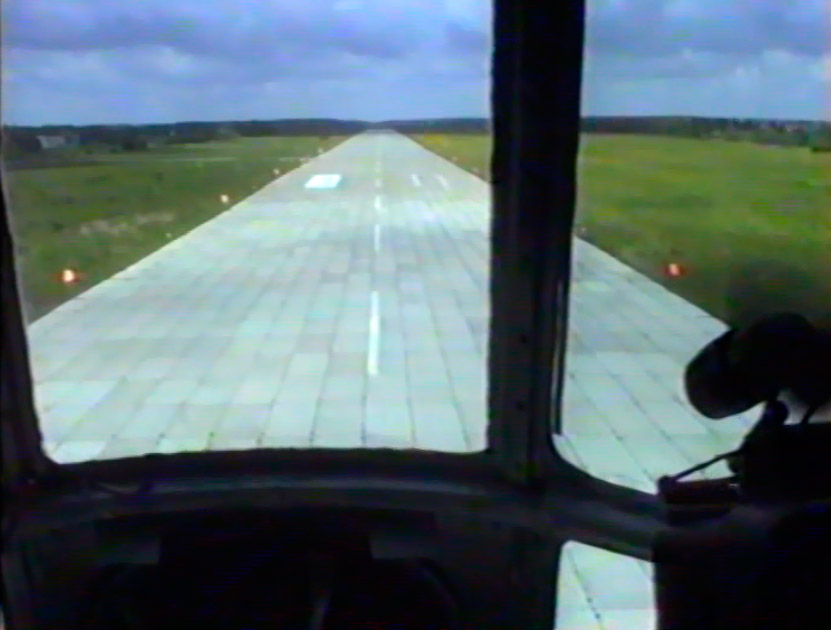
ВПП аэродрома Елгава в 1990 году.

Строительство аэродрома в Елгаве было начато в 1937 году и завершилось в 1938. Изначально он планировался как гражданский аэропорт, но после присоединения Латвии к СССР в 1940 году на нём был размещён 241-й штурмовой полк, насчитывавший 27 истребителей И-16. 22 июня 1941 года аэродром подвергся бомбардировке немецкой авиацией, в результате которой большая часть самолётов была уничтожена.
По окончании войны в 1945 году использование аэродрома советской военной авиацией возобновилось. В разное время на нём базировались истребители Як-7б, Як-9, P-40, штурмовики Ил-10, бомбардировщики, истребители Миг-15, и другие типы военных самолётов. В 1979 году на аэродроме была размещена 285-я отдельная вертолётная эскадрилья радиоэлектронной борьбы (15-я воздушная армия), в составе которой находилось 19 вертолётов (Ми-8, Ми-8ППА, Ми-8СМВ, Ми-9). К 1987 году взлётная полоса была удлинена с 2200 до 2500 метров, были построены дополнительные рулёжные дорожки. Благодаря бетонной полосе длиной 2500 и шириной 45 м аэродром также мог использоваться в качестве запасного для авиабазы в Тукумсе.
Во второй половине восьмидесятых на прилегающее к аэродрому с восточной стороны поле из Спилве перебазировался рижский аэроклуб ДОСААФ СССР, выполнявший парашютные прыжки с самолёта Ан-2 и полёты на планёрах LET L-13 Бланик.
В 1991 году распался СССР и начался процесс вывода из Прибалтики Северо-Западной группы войск. В 1992 году базировавшаяся в Елгаве 285-я вертолётная эскадрилья была выведена в село Лямбирь под Саранском, а позже расформирована. После этого инфраструктура аэродрома использовалась малой авиацией и парашютным клубом, который закрылся после смерти владельца в 2010 году. В том же году начался демонтаж бетонных плит, после которого длина взлётной полосы сократилась до 800 метров, а ширина — до 20; была также ликвидирована большая часть рулёжных дорожек и самолётных стоянок.

## Нынешнее состояние
По состоянию на 2018 год, аэродром Елгава является неконтролируемым, воздушное пространство над ним до 1500 футов имеет класс G, поэтому разрешения на взлёт не требуется. Однако, из-за близости к аэропорту Рига выше 1500 футов (457 метров) начинается воздушное пространство класса C, из-за чего набор высоты более 1500 футов требует разрешения командно-диспетчерского пункта рижского аэропорта (Рига-подход). Аэродром не имеет сертификата Агентства гражданской авиации Латвии. Качество взлётно-посадочной полосы неудовлетворительное в связи с многолетним отсутствием ремонта. Осталась лишь одна рулёжная дорожка и несколько стоянок, занятых мотопланерами. Бо́льшая часть территории заросла лесом, из всех строений военной части используется лишь бывшее здание штаба (в нём находится сторожка), остальные строения заброшены или уже окончательно разрушились от времени. Часть территории используется для игр в страйкбол и катания на квадроциклах.

## Лётные происшествия
- В мае 1990 года принадлежавший Накотненскому аэроклубу ДОСААФ самолёт Ан-2Т с бортовым номером 20 совершил грубую посадку в условиях плохой видимости. Лётчик и пассажир не пострадали, но самолёт получил значительные повреждения и был списан[6].